# Unravelling (песня Muse)
«Я как насекомое, застрявшее в янтаре. Пульс угасает…

Экстаз был фальшивым:

Наша любовь - это неосвещенный сценарий,

Который никто не может запомнить,

Хоть он отредактирован и переработан…

Лягу рядом с тобой и попытаюсь тебе подыграть…

…Чувствуем это сияние в наших костях

Это гимн нашей любви. Без Бога и без формы».
«Unravelling» (с англ. — «Разгадывание») — песня английской группы Muse. Она была выпущена 20 июня 2025 года на лейбле Warner Records в качестве отдельного сингла. Это их первый за три года релиз после альбома Will of the People 2022 года и первая песня Muse с восьмиструнной гитарой.

## Предыстория
В феврале 2025 года басист Muse Крис Уолстенхолм рассказал о будущем группы после Will of the People 2022 года, заявив, что группа вернётся в студию «в ближайшие пару месяцев», чтобы поработать над новым материалом. Уолстенхолм также обсудил возможность выпуска в 2026 году десятого студийного альбома Muse. Объявление было сделано перед запланированными летними концертами Muse в Европе, которые начнутся в июне.
20 мая 2025 года аккаунты Muse в социальных сетях начали публиковать загадочные изображения и видео, намекая на новый материал. Среди них было изображение басиста Muse Криса Уолстенхолма, охваченного оранжевым светом, с подписью «Насекомое, застрявшее в янтаре», изображение барабанщика Доминика Ховарда, охваченного оранжевым светом, сопровождаемое эмодзи комара и оранжевого сердца, а также видео исполнения Muse «Mercy» в 2015 году, которое исказилось на полпути, чтобы отобразить слова «Я — статический гул», прежде чем вернуться к нормальному состоянию. Загадочные публикации достигли кульминации за неделю до анонса сингла, когда группа опубликовала видео с искажённым звуком того, что, как предполагалось, было совершенно новым материалом 11 июня 2025 года, за день до того, как группа должна была начать свои европейские концерты этим летом.
Во время своего закрытого шоу в Хельсинки 12 июня 2025 года Muse открыли шоу дебютной песней «Unravelling».

## Релиз
«Unravelling» был выпущен на потоковых платформах 20 июня 2025 года. Мировая премьера состоялась накануне в 18:30 по британскому летнему времени во время шоу Джека Сондерса на BBC Radio 1, после чего последовало интервью с Мэттом Беллами.
Трек был записан в культовой студии Abbey Road Studios в Лондоне и спродюсирован участником и соавтором Bring Me The Horizon Дэном Ланкастером.

## Композиция
«Unravelling» начинается с синтезаторного вступления, напоминающего The 2nd Law (2012) и Simulation Theory (2018), но затем превращается в песню в стиле спейс-рок, основанную на риффах, ближе к Origin Of Symmetry (2001), Absolution (2003) и Drones (2015). Это первая песня Muse, в которой звучит восьмиструнная гитара, о чем фронтмен Мэтт Беллами намекнул несколькими неделями ранее. Песня описывается как «тяжёлая» и содержит «цифровые гудения и напряжение», прежде чем «взорваться в риффово-тяжёлом расплаве», при этом группа «переходит в более тёмный, более джентовый мир».

## Чарты

### Еженедельные чарты
| Чарт (2025)                                | Высшая позиция |
| ------------------------------------------ | -------------- |
| Япония (Japan Hot Overseas, Billboard)     | 13             |
| Новая Зеландия (RMNZ)                      | 34             |
| Великобритания (OCC UK Singles)            | 85             |
| Великобритания (OCC UK Rock & Metal)       | 9              |
| США (Billboard Rock & Alternative Airplay) | 8              |